# Аборт и психическое здоровье
Влияние аборта на психическое здоровье является предметом острых политических дискуссий. Исследования, изучающие связь между абортом и проблемами с психическим здоровьем, сталкиваются с рядом существенных ограничений. На данный момент в лучших обзорах исследований сделан вывод, что аборт сам по себе не приводит к ухудшению психического здоровья по сравнению с ситуацией, когда женщина должна родить после нежелательной беременности. Многочисленные научные организации не признают существования «постабортного синдрома» — термина, который означает широкий спектр последствий аборта для психического здоровья.
Всемирная организация здравоохранения утверждает, что воздействие аборта на здоровье зависит от того, является ли он безопасным (проведён в больнице специалистом).

## История
С 1970-х годов пролайферскими активистами из центров кризисной беременности начинает продвигаться идея о том, что аборты могут быть связаны с ухудшением психического здоровья женщин, которая в 80-х годах подхватывается консервативными «мозговыми центрами», а затем и политиками. В 1981 году противник абортов и семейный психотерапевт Винсент Ру, давая показания в Конгрессе США, впервые употребил выражение «постабортный синдром». Он заявил, что наблюдал посттравматическое стрессовое расстройство, развившееся как реакция на стресс в результате перенесённого аборта, и предложил обозначать это явление как «постабортный синдром».
В 1982 году главный санитарный врач США Эверет Куп сообщил в письме к президенту Рейгану, что на данный момент недостаточно данных для того, чтобы сделать окончательный вывод о наличии связи между абортами и психическим здоровьем. При этом лично он был пролайфером и считал, что часть женщин сталкивается с негативными последствиями абортов для психического здоровья. Позже некоторые сторонники прочойс ошибочно утверждали, что Куп сделал вывод об отсутствии связи между абортами и ухудшением психического здоровья, хотя он просто счёл все существующие доказательства низкокачественными.
В дальнейшем вышло множество обзоров литературы, лучшие из которых не нашли доказательств связи между абортом и ухудшением психического здоровья. Связь между абортом и последствиями для психики не была признана доказанной ведущими медицинскими организациями, такими как Американская Психологическая ассоциация, Американская Психиатрическая Ассоциация, Американская Медицинская Ассоциация, Американский Колледж Акушеров и Гинекологов, Американская Ассоциация общественного здравоохранения. «Постабортный синдром» не включён в Диагностическое и статистическое руководство по психическим расстройствам DSM-IV-TR и в классификацию психических расстройств МКБ-10. Несмотря на это, в некоторых штатах США в рамках предабортного консультирования женщинам до сих пор сообщают в основном о негативных психологических и эмоциональных реакциях на аборт.

## Исследования
В систематическом обзоре, проведённом в 2008 году, был сделан следующий вывод:
В этом систематическом обзоре прослеживается четкая тенденция: самые качественные исследования имели результаты, которые были в основном нейтральными, предполагая мало, если вообще есть, различий между женщинами, сделавшими аборт, и соответствующими группами сравнения с точки зрения последствий для психического здоровья. И наоборот, исследования с самой несовершенной методологией неизменно обнаруживали негативные последствия абортов для психического здоровья.
Следует понимать, что большинство исследований в обзоре относилось к женщинам, у которых был только один аборт.

В обновлённом докладе от Американской Психиатрической Ассоциации в 2009 году был сделан осторожный вывод:
Самые строгие исследования показали, что в Соединенных Штатах относительный риск возникновения проблем с психическим здоровьем у взрослых женщин, у которых один законный аборт в первом триместре нежелательной беременности, не превышает риска среди женщин, которые рожают после нежелательной беременности. Фактические данные не подтверждают утверждение о том, что наблюдаемая связь между абортом и проблемами психического здоровья вызвана абортом как таковым, а не другими ранее существовавшими и сопутствующими факторами риска. Большинство взрослых женщин, прерывающих беременность, не испытывают проблем с психическим здоровьем. Однако некоторые женщины испытывают.
Главными проблемами исследований, которые были рассмотрены в обзоре, стали неправильные группы сравнения (вся популяция женщин или родившие женщины вместо женщин, родивших после незапланированной или нежелательной беременности) и отсутствие контроля за факторами риска, предшествующими аборту.
В критическом обзоре 2009 года был сделан вывод, что все найденные авторами исследования, которые показывают связь между абортами и ухудшением психического здоровья, содержат множество существенных ошибок: и нерепрезентативные выборки, и некорректные группы сравнения, и нехватка контроля за предшествующими и сопутствующими факторами риска, в том числе за предшествующими психическими заболеваниями, и т. д.
В 2011 году вышел мета-анализ за авторством Присциллы Коулмэн, написавшей несколько работ, связывающих аборты с негативными последствиями для психического здоровья. Он критиковался по множеству причин. Во-первых, нет описания поисковых запросов, используемых автором, а автор иногда игнорирует свои же критерии включения исследований, из-за чего некоторые исследования в анализ не были включены. Она делала мета-анализ в одиночку, а желателен ещё второй автор без конфликта интересов. Во-вторых, результаты, полученные из одних и тех же наборов данных в разных исследованиях, рассматривались как независимые друг от друга, что ошибочно. В-третьих, в мета-анализе часто неправильно классифицировались группы сравнения. Наконец, и качественные, и низкокачественные исследования анализировались одинаково, и не было проведено раздельных анализов качественных и некачественных исследований. При этом ряд включённых ей исследований критиковался за неспособность проконтролировать психическое здоровье женщин до аборта и даже неспособность различить психические заболевания, возникшие до и после аборта.
Наконец, в том же году вышел обзор от National Collaborating Center for Mental Health. Для начала, было указано на такие недостатки предыдущих обзоров, как использование преимущественно американских выборок, отсутствие группировки исследований по качеству в обзоре от АПА, недостаточный контроль за валидизированностью инструментов оценки психического здоровья в обзоре от АПА.
В итоге был сделан вывод, что нет доказательств долгосрочных (>90 дней после аборта) последствий от аборта для психического здоровья. Женщины, делавшие аборты, уже до аборта чаще сталкивались с психическими заболеваниями, и аборт не ухудшал ситуацию. Следует отметить, что только малая часть исследований соответствовала всем необходимым критериям, поэтому качество доказательств было низким. Отсутствие контроля за историей психических заболеваний и насилия часто приводило к ошибочным выводам в исследованиях, нашедших связь между абортами и ухудшением психического здоровья. Кроме того, были получены неоднозначные выводы о суицидальном поведении после аборта — если сравнивать женщин, сделавших аборт, с женщинами, родившими после незапланированной беременности, то небольшая разница между группами по распространённости суицидального поведения была, а если в качестве группы сравнения использовать женщин, родивших после нежелательной беременности, то разницы не было. Обнаруженное различие может объясняться общими факторами для стремления к аборту и суицидального поведения.
Некоторые женщины подвергаются особому риску негативных последствий после аборта. Прежде всего, это женщины с психическими заболеваниями до аборта, а также женщины, которые делают аборт под давлением партнёра и негативно относятся к аборту.
В 2013 году был произведён ещё один обзор исследований, в котором был сделан вывод о возможной связи между абортами и ухудшением психического здоровья. Он критиковался за отсутствие оценки качества исследований и недоучёт типичных проблем для исследований в этой области.
В 2018 году вышел обзор исследований от Национальной Академии Наук, Инженерии и Медицины. Рассмотрев все вышеперечисленные систематические обзоры и новые доказательства, авторы заключили, что аборт не связан с ухудшением психического здоровья.
При этом учёные-сторонники существования связи между абортом и ухудшением психического здоровья утверждают, что исследования осложняются такими факторами, как недостаток мотивации к участию в исследованиях у перенёсших аборт женщин, большое разнообразие негативных эмоциональных реакций, которые трудно учесть в одном исследовании, разное время возникновения реакций и непригодность таких стандартных методов, как опросы и тесты, для анализа глубоких душевных травм.

## Эмоциональная реакция женщин на аборт
По итогам опроса «The Times Poll» 1989 года, в котором приняло участие 3583 человека, было установлено, что 56 % женщин, «признавшихся в совершении аборта», испытывали чувство вины. При этом только 26 % сожалели о принятом решении. Среди мужчин, которые, по их собственным словам, столкнулись с абортом, негативное отношение к этой проблеме наблюдалось даже более часто: две трети опрошенных чувствовали себя виноватыми, и больше одной трети заявляли о том, что сожалеют о сделанном выборе.
Согласно обзорам литературы, проведённым в 1990 году, большинство женщин, сделавших аборт, не жалеет о своём решении, не испытывает эмоциональной травмы и испытывает позитивные эмоции, такие как облегчение, удовлетворение или даже радость. При этом часть женщин может столкнуться со значительными негативными эмоциональными реакциями. Большему риску подвергаются женщины, прерывающие желанную беременность, не получающие одобрения своего решения от партнёра или родителей, не уверенные в своём решении.
Большинство дальнейших исследований в целом подтверждает эти выводы, хотя в некоторых из них женщины чаще испытывали амбивалентные чувства к аборту. Лишь одно исследование сильно отличается от предыдущих — в нём большинство женщин испытало существенные негативные эмоции, и лишь 7-14 % — облегчение.

## Реакция на ограничение доступа к аборту
Согласно американскому исследованию 2022 года, ограничение или полный запрет абортов приводит к повышенному риску суицида среди женщин репродуктивного возраста. Предполагается, что основным суицидогенным фактором является стресс, связанный с нежелательной беременностью.